# Agelos
Agelos (altgriechisch Ἄγελος Ágelos) ist in der griechischen Mythologie ein Sohn des Gottes Poseidon und einer Nymphe von Chios.
Pausanias berichtet von einer ansonsten nicht bezeugten Erzählung des Dramatikers Ion von Chios, in der der Besuch Poseidons auf der Insel behandelt wird. Poseidon kommt auf die Insel, als diese noch unbewohnt ist, mit einer Nymphe zeugt er den eponymen Heros der Insel, der seinen Namen Chios wegen des bei der Geburt einsetzenden Schneefalls erhält. Mit einer andern Nymphe zeugt er Agelos und seinen Zwillingsbruder Melas.